# Bogdaniec (Lubusz)
Pour les articles homonymes, voir Bogdaniec.
Bogdaniec (prononciation : [bɔɡˈdaɲet͡s]) est un village polonais de la gmina de Bogdaniec dans le powiat de Gorzów de la voïvodie de Lubusz dans l'ouest de la Pologne.
Le village est le siège administratif (chef-lieu) de la gmina appelée gmina de Bogdaniec.
Il se situe à environ 14 kilomètres au sud-ouest de Gorzów Wielkopolski (siège du powiat).
Le village comptait approximativement une population de 1 237 habitants en 2012.

## Histoire
Avant 1945, ce village était sur le territoire allemand. (voir Évolution territoriale de la Pologne)
De 1975 à 1998, le village appartenait administrativement à la voïvodie de Gorzów.

Depuis 1999, il appartient administrativement à la voïvodie de Lubusz.